# Dicranomyia fulva
Dicranomyia fulva là một loài ruồi trong họ Limoniidae. Chúng phân bố ở miền Tân bắc.